# Церковь Канделария (Рио-де-Жанейро)
Церковь Канделария (порт. Igreja de Nossa Senhora da Candelária) — католическая церковь в центре Рио-де-Жанейро, Бразилия. Один из главных религиозных памятников города. Национальный памятник (ID 51). 

## Происхождение
Согласно легенде о происхождении названия церкви, в XVII веке морская буря почти потопила корабль «Candelaria», на котором плыли двое испанцев, которые поклялись построить храм, если будут спасены. В 1609 году в Рио-де-Жанейро они построили маленькую часовню.

## XVIII век
В 1710 году часовня была преобразована в полноценный приход. Вскоре назрела необходимость расширения прихода, в 1775 году началось строительство нового здания церкви из храма. В 1811 году, в присутствии регента, будущего короля Португалии Жуана VI ещё не достроенная церковь была освящена. В то время церковь имела один неф.

## XIX век
Через некоторое время после открытия к церкви было пристроено ещё два нефа. После возведения купола в 1877 году церковь Канделария стала самым высоким зданием в Рио-де-Жанейро. Различные части купола были изготовлены в Лиссабоне, так же как и несколько статуй.

## Интерьер
С 1878 года внутренне убранство церкви стали украшать в стиле итальянского неоренессанса. Внутреннии росписи храма выполнили различные бразильские и европейские художники.

## Значение
Церковь Канделария является одним из основных памятников колониальной архитектуры Бразилии.

## Источник
- Guia da Arquitetura Colonial, Neoclássica e Romântica no Rio de Janeiro. Editora Casa da Palavra. 2000.
- Introduction to the colonial architecture of Rio de Janeiro